# Саміт (Арканзас)
Саміт (англ. Summit) — місто (англ. city) в США, в окрузі Меріон штату Арканзас. Населення — 544 особи (2020).

## Географія
Саміт розташований на висоті 261 метр над рівнем моря за координатами 36°15′11″ пн. ш. 92°41′8″ зх. д. / 36.25306° пн. ш. 92.68556° зх. д. (36.253163, -92.685642).  За даними Бюро перепису населення США в 2010 році місто мало площу 3,18 км², з яких 3,18 км² — суходіл та 0,00 км² — водойми.

## Демографія
Згідно з переписом 2010 року, у місті мешкали 604 особи в 227 домогосподарствах у складі 167 родин. Густота населення становила 190 осіб/км².  Було 283 помешкання (89/км²). 
Расовий склад населення:
| - 93,5 % — білих - 1,0 % — корінних американців - 0,5 % — азіатів - 0,2 % — чорних або афроамериканців |

До двох чи більше рас належало 4,0 %. Іспаномовні складали 2,0 % від усіх жителів.
За віковим діапазоном населення розподілялося таким чином: 28,3 % — особи молодші 18 років, 61,4 % — особи у віці 18—64 років, 10,3 % — особи у віці 65 років та старші. Медіана віку мешканця становила 34,8 року. На 100 осіб жіночої статі у місті припадало 100,0 чоловіків;  на 100 жінок у віці від 18 років та старших — 101,4 чоловіків також старших 18 років.
Середній дохід на одне домашнє господарство  становив 29 154 долари США (медіана — 20 357), а середній дохід на одну сім'ю — 37 565 доларів (медіана — 28 333). За межею бідності перебувало 36,1 % осіб, у тому числі 52,5 % дітей у віці до 18 років та 24,2 % осіб у віці 65 років та старших.
Цивільне працевлаштоване населення становило 188 осіб. Основні галузі зайнятості: виробництво — 19,7 %, освіта, охорона здоров'я та соціальна допомога — 19,1 %, роздрібна торгівля — 11,2 %, публічна адміністрація — 11,2 %.
За даними перепису населення 2000 року в Саміті проживало 586 осіб, 156 сімей, налічувалося 234 домашніх господарств і 280 житлових будинків. Середня густота населення становила близько 183,1 особа на один квадратний кілометр. Расовий склад Саміту за даними перепису розподілився таким чином: 96,42 % білих, 0,51 % — чорних або афроамериканців, 1,54 % — корінних американців, 1,37 % — представників змішаних рас, 0,17 % — інших народів. Іспаномовні склали 1,54 % від усіх жителів міста.
З 234 домашніх господарств в 38,9 % — виховували дітей віком до 18 років, 44,0 % представляли собою подружні пари, які спільно проживали, в 16,2 % сімей жінки проживали без чоловіків, 33,3 % не мали сімей. 30,3 % від загального числа сімей на момент перепису жили самостійно, при цьому 11,5 % склали самотні літні люди у віці 65 років та старше. Середній розмір домашнього господарства склав 2,50 особи, а середній розмір родини — 3,12 особи.
Населення міста за віковим діапазоном за даними перепису 2000 року розподілилося таким чином: 30,5 % — жителі молодше 18 років, 9,2 % — між 18 і 24 роками, 29,0 % — від 25 до 44 років, 20,3 % — від 45 до 64 років і 10,9 % — у віці 65 років та старше. Середній вік мешканця склав 32 роки. На кожні 100 жінок в Саміті припадало 112,3 чоловіків, у віці від 18 років та старше — 98,5 чоловіків також старше 18 років.
Середній дохід на одне домашнє господарство в місті склав 22 500 доларів США, а середній дохід на одну сім'ю — 27 308 доларів. При цьому чоловіки мали середній дохід в 20 054 долара США на рік проти 18 214 доларів середньорічного доходу у жінок. Дохід на душу населення в місті склав 10 393 долари на рік. 13,5 % від усього числа сімей в населеному пункті і 20,2 % від усієї чисельності населення перебувало на момент перепису населення за межею бідності, при цьому 29,7 % з них були молодші 18 років і 8,1 % — у віці 65 років та старше.